# Old Joseph
Old Joseph, nom amb qué és conegut Tuekakas o Wal-lam-mute-kint, (1785 - 1871) cap dels nez percés. Era fill d'Oll-la-kut, un cap cayuse el 1836. Participà en la Convenció de Wallawalla del 1855, però considerà Lawyer un traïdor per signar i marxà amb la seva tribu a la vall de Wallowa. Els blancs l'obligaren a signar un nou tractat el 1863, tot i que s'hi va oposar. Fou pare de Chief Joseph i Ollokot.